# Tukuturi
Tukuturi é a terceira e mais famosa categoria das estátuas Moai, também conhecidas como "Cabeças da Ilha da Páscoa". Trata-se de gigantescas estátuas de pedra espalhadas pela Ilha da Páscoa, que, ao contrário das outras Moai, possuem a particularidade de terem pernas.
Estas estátuas encontram-se sentadas sobre os seus próprios gémeos, com os braços descansados ao lado do corpo e algumas apresentam uma genitália fálica. Já as suas cabeças ostentam o penteado usado pelas tribos (cabelos amarrados com um nó no topo da cabeça[carece de fontes?]); são também representadas as orelhas, longas ou pequenas, representando uma divisão social. Medem entre 4,5 e 6 metros de comprimento e pesam entre 1 e 27 toneladas; sendo que a maior de todas estas figuras possui mais de 20 metros de altura.
Segundo as pesquisas mais recentes, as estátuas não possuem apenas o seu próprio corpo, mas cada uma delas possui também uma identidade própria, escrito por uma rocha de basaltos (também utilizadas para esculpir as estátuas em si), na base das estátuas. Encontram-se também canoas simbolizadas nessas mesmas bases. Segundos os pesquisadores, esses desenhos com motivos navais permitiam a identificação das famílias e castas existentes dentro daquela sociedade. Foram também encontrados ossos durante escavações prévias, assim como pigmentos vermelhos usados pelos nativos em rituais sagrados. Deduz-se que os corpos eram enterrados junto às estátuas, como forma de agrupar os corpos de familiares. No entanto, existem teorias de que as gravuras na realidade são tatuagens ou gravuras  que representam aspetos culturais do povo local, polinésios, que chegavam à ilha através de canoas.

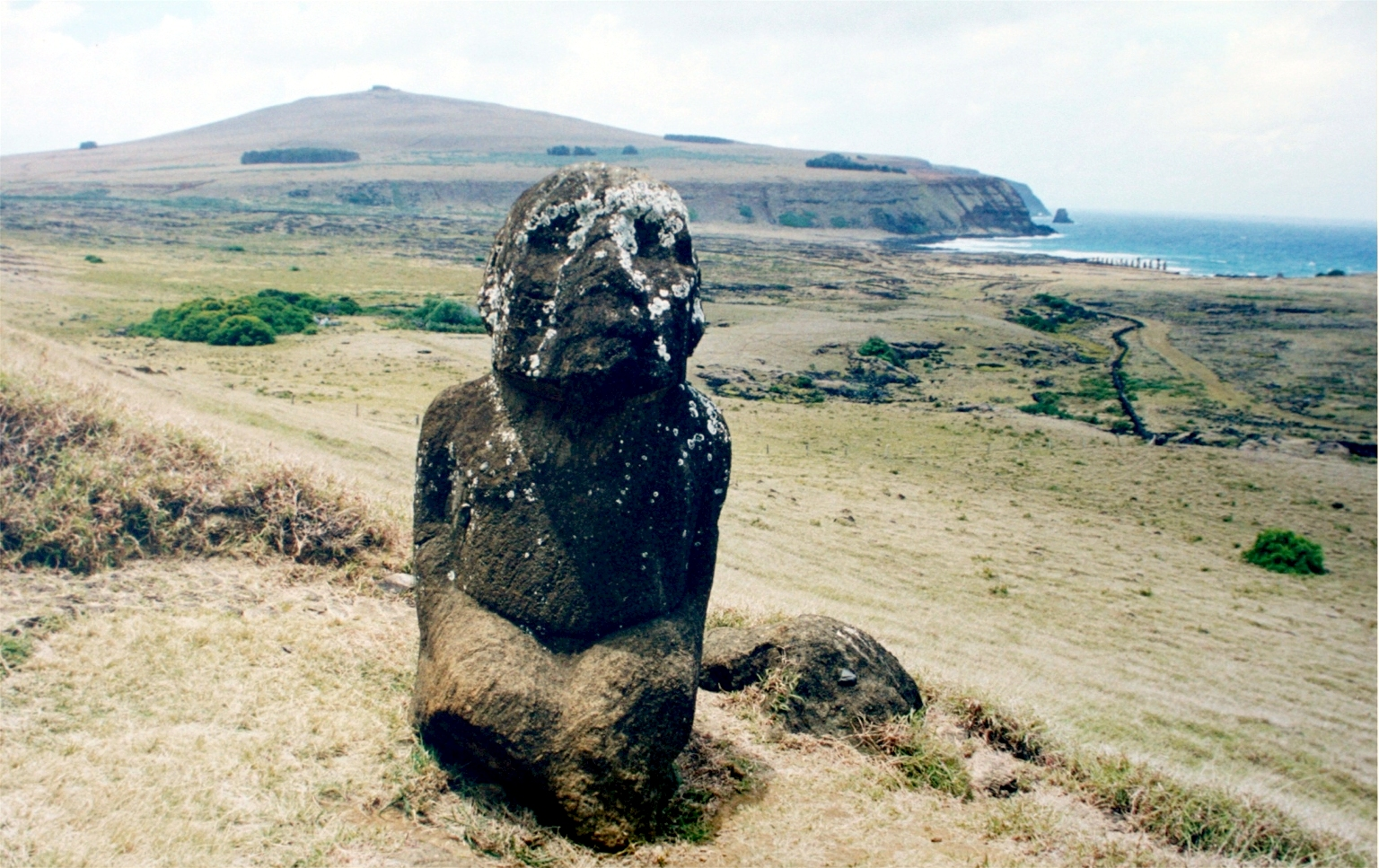
O único Moai ajoelhado da Ilha de Páscoa.
Fotografia de Brocken Inaglory, novembro de 1998.